# Roy Rowland
Pour les articles homonymes, voir Rowland.
Roy Rowland, né le 31 décembre 1910 à New York et mort le 29 juin 1995 à Orange (Californie), est un réalisateur, producteur et scénariste américain.

## Biographie
Roy Rowland intègre jeune la Metro-Goldwyn-Mayer - où il fera la majeure partie de sa carrière - et y réalise d'abord des courts-métrages (notamment de la série Le Crime ne paie pas - Crime Does Not Pay -), avant que lui soit confiée, en 1943, la mise en scène de son premier long métrage. Les derniers films qu'il réalise, vers 1965, sont des coproductions européennes.

## Filmographie partielle
Comme réalisateur
- 1943 : A Stranger in Town
- 1943 : L'Ange perdu (Lost Angel)
- 1945 : Our Vines Have Tender Grapes
- 1946 : Boys' Ranch
- 1947 : Mac Coy aux poings d'or (Killer McCoy)
- 1947 : L'Heure du pardon (The Romance of Rosy Ridge)
- 1948 : Tenth Avenue Angel
- 1949 : La Scène du crime (Scene of the Crime)
- 1950 : Le Convoi maudit (The Outriders)
- 1950 : Les Heures tendres (Two Weeks with Love)
- 1951 : Un fou au volant (Excuse my Dust)
- 1952 : Les clairons sonnent la charge (Bugles in the Afternoon)
- 1952 : Les 5.000 Doigts du docteur T (The 5,000 Fingers of Dr. T.)
- 1953 : Commérages ou Retour à l'amour (Affair with a Stranger)
- 1953 : Le Voleur de minuit (The Moonlighter)
- 1954 : Sur la trace du crime (Rogue Cop)
- 1954 : Témoin de ce meurtre (Witness to Murder)
- 1955 : L'Aventure fantastique (Many Rivers to Cross)
- 1955 : La Fille de l'amiral (Hit the Deck)
- 1956 : Viva Las Vegas (Meet me in Las Vegas)
- 1956 : Passé perdu (These Wilder Years)
- 1957 : Calomnie (Slander)
- 1957 : Terreur dans la vallée (Gun Glory)
- 1957 : Les Sept Collines de Rome (Arrivederci Roma)
- 1963 : Solo pour une blonde (The Girl Hunters)
- 1965 : Sie nannten ihn Gringo
- 1966 : Surcouf, le tigre des sept mers (Surcouf, l'eroe dei sette mari) (coréalisé par Sergio Bergonzelli)